# 밀크 토스트

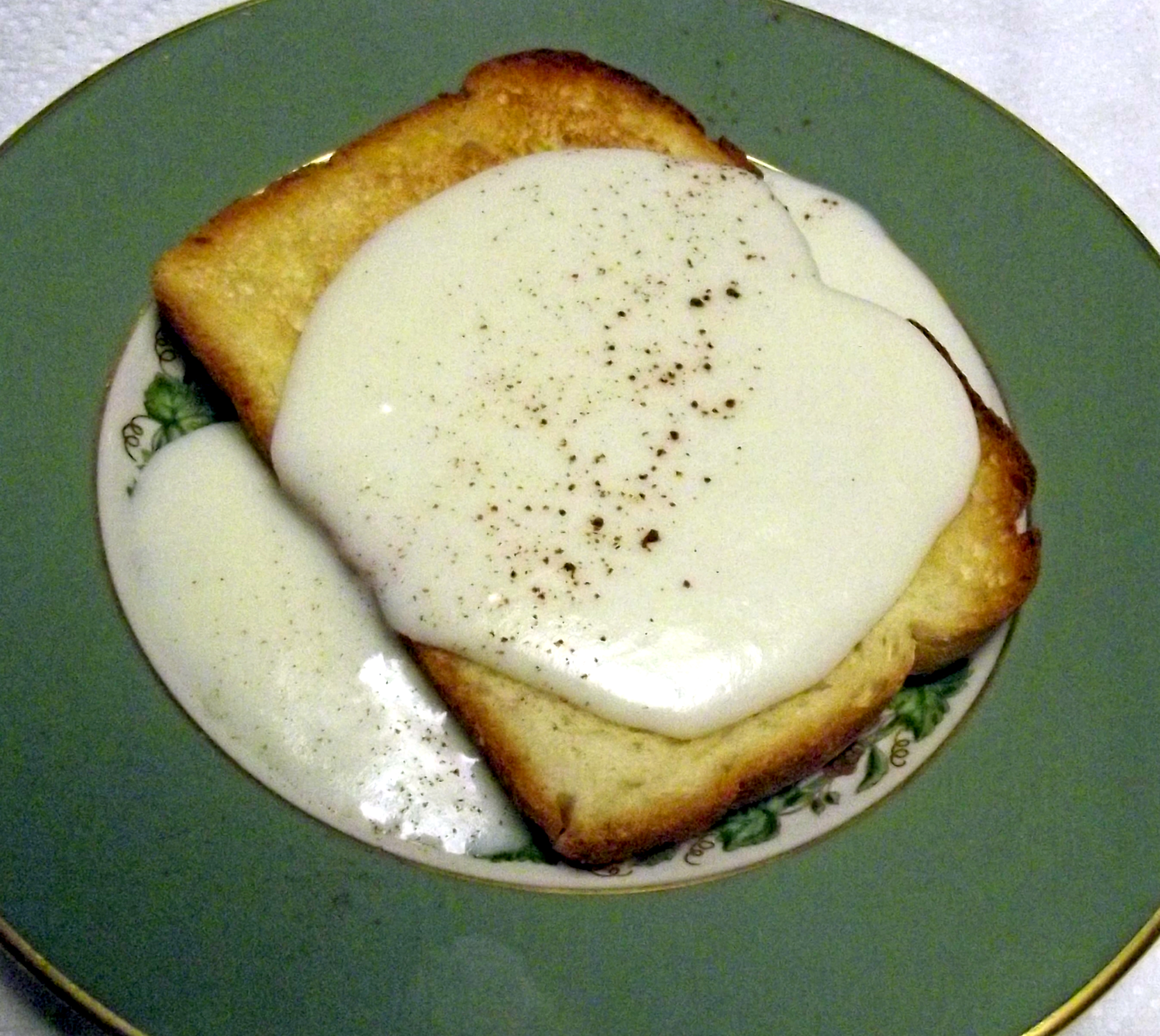
밀크 토스트

밀크 토스트(영어: milk toast)는 주로 설탕과 버터가 곁들여지는 아침 식사 대용의 토스트이다. 소금, 후추, 파프리카, 시나몬, 코코아, 건포도 등의 다른 재료가 들어가기도 한다. 미국의 뉴잉글랜드 지방에서는 용어 "'밀크 토스트'"가 우유 기반의 소스에 찍어 먹는 토스트를 가리킨다. "'밀크 토스트'"는 19세기 후반부터 20세기 초반까지 유명했으며, 젊은 청년이나 어린이들에게는 특히 유명했다.

## 개요
음식에 관련된 글으로 유명한 작가인 M. F. K. 피셔는 레스토랑에서 그의 친구와 함께 밀크 토스트를 먹은 뒤 밀크 토스트를 "따뜻하고, 신선한 것", "순수한 힘의 한계"라고 그의 저서에 표현했다. 또한 그녀는 Feeding The Sick라는 요리 책자에서 밀크 토스트를 언급하며 "뜨거운 물"과 같다고 표현하였다. 이런 그녀의 저서는 밀크 토스트가 부드러운 맛을 가지고 있는 것을 보여준다.

## 아시아의 밀크 토스트

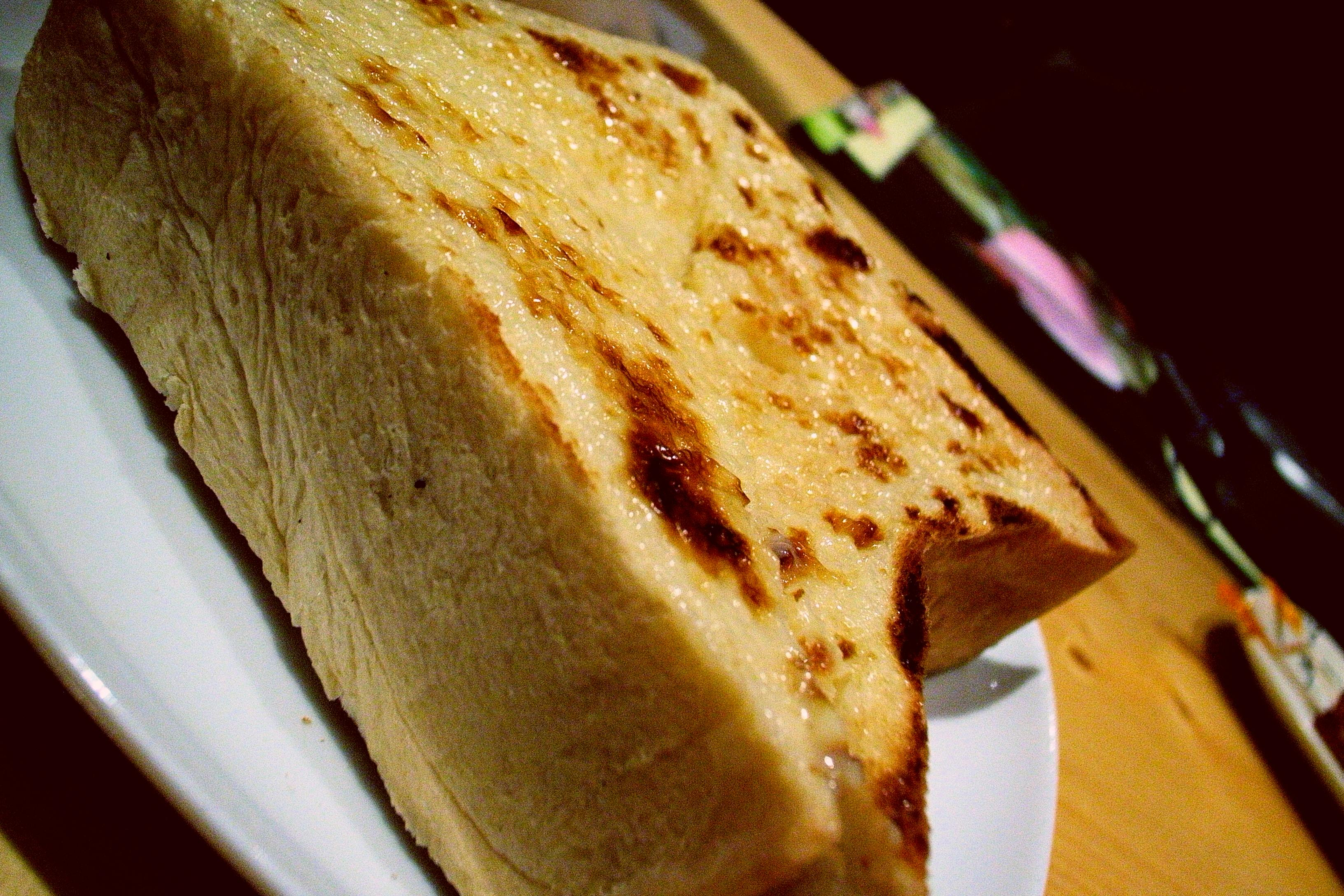
연유가 곁들여진 밀크 토스트

밀크 토스트는 아시아에서도 많이 찾아볼 수 있다. 밀크 토스트는 아시아의 많은 카페에서 볼 수 있으며 주로 디저트로 서빙된다. 아시아의 밀크 토스트는 다른 지방의 밀크 토스트보다 더 두꺼우며 연유가 곁들여질 때도 많다.

## 세르비아의 밀크 토스트
세르비아에서는 "마소니카"나 "포파라"라는 이름으로 밀크 토스트를 찾아볼 수 있다. 보통 디저트 코스에 먹는다. 세르비아 밀크 토스트는 하루 정도 된 빵에 신선하고 따뜻한 우유를 곁들여서 만들어진다.

## 노르웨이와 스웨덴의 밀크 토스트
노르웨이와 스웨덴을 포함한 스칸디나비아반도의 밀크 토스트는 노르웨이어로 솔이라고 불리며 스웨덴어로는 브리타라고 불린다. 잘게 조각낸 플라트브뢰드나 툰브뢰드가 들어가기도 하며 우유에는 차가운 온도의 우유가 쓰인다. 설탕이나 기타 재료들로 달게 하기도 한다. 노르웨이의 시골 농민들은 솔을 주식에 가까울 만큼 자주 먹는다. 겨울 중에는 솔을 따뜻한 우유와 함께 아침으로 먹기도 한다.

## 같이 보기
- 프렌치 토스트
- 토스트
- 세르비아 요리
- 우유
- 설탕
- 버터
- 허니 토스트
- 빵